# Haplophragminoides
Haplophragminoides es un género de foraminífero bentónico normalmente considerado un subgénero de Haplophragmina, es decir, Haplophragmina (Haplophragminoides), pero aceptado como sinónimo posterior de Insolentitheca de la subfamilia Haplophragmellinae, de la familia Endothyridae, de la superfamilia Endothyroidea, del suborden Fusulinina y del orden Fusulinida. Su especie tipo era Ammobaculites? horridus. Su rango cronoestratigráfico abarcaba el Serpujoviense (Carbonífero inferior).

## Discusión
Clasificaciones más recientes incluyen Haplophragminoides en el suborden Endothyrina, del orden Endothyrida, de la subclase Fusulinana de la clase Fusulinata.

## Clasificación
Haplophragminoides incluía a las siguientes especies:
- Haplophragminoides horridus †, también considerado como Haplophragmina (Haplophragminoides) horridus † y aceptado como Insolentitheca horridus
- Haplophragminoides variabilis †, también considerado como Haplophragmina (Haplophragminoides) variabilis †